# Xol Qaraqaşlı
Xol Qaraqaşlı är en ort i Azerbajdzjan.   Den ligger i distriktet Nefttjala, i den sydöstra delen av landet, 150 km sydväst om huvudstaden Baku. Antalet invånare är 2 839.
Terrängen runt Xol Qaraqaşlı är mycket platt. Närmaste större samhälle är Xol Qarabucaq, 1,4 km väster om Xol Qaraqaşlı.
Trakten runt Xol Qaraqaşlı består till största delen av jordbruksmark. Runt Xol Qaraqaşlı är det ganska glesbefolkat, med 47 invånare per kvadratkilometer.